# Nicolás Raoul
Nicolás Raoul Vaillant fue un militar francés quien peleó en las guerras napoleónicas al lado del emperador Napoleón Bonaparte y la guerra civil centroamericana junto al general y presidente Francisco Morazán. Toda su vida fue documentada a detalle en el libro Nicolas Raoul y la República Federal de Centro América de Adam Szaszdi.

## Biografía

### Primeros años
Nació en Francia alrededor de 1788 en una familia de comerciantes. Su padre sirvió durante la guerra de independencia de los Estados Unidos y en el ejército revolucionario durante las Guerras revolucionarias francesas donde obtuvo el rango de general de Brigada. Durante su niñez fue educado bajo los principios burgueses de su tiempo, recibió clases privadas de literatura, aritmética, y gramática. Debido a la carrera de su padre y su hermano este también se alistaría en el ejército francés a los catorce años. 

### Guerras napoleónicas
Para 1805 era polvorista de un regimiento de artillería. Tras graduarse en la escuela politécnica de Metz subió los escalafones militares rápidamente al servir en el ejército de la confederación del Rin hasta 1812 cuando empezó la invasión napoleónica de Rusia donde participaría (Vitebsk). Tras años de servicios el emperador Napoleón decidió ascenderlo a capitán de la Guardia Imperial, promoción que le valió ser después escogido, entre pocos oficiales, para acompañar al entonces ex-emperador en su exilio en la isla de Elba. Durante el exilio de Napoleón en Italia el capitán Raoul le acompañó en la isla hasta que finalmente el emperador decide volver a Francia en 1814. Tras el retorno a Francia este participó en los Cien Días, finalmente terminaría herido durante la batalla de Waterloo, y finalmente fue destituido del ejército por la orden del 25 de noviembre de 1815, cuando era Mayor de la Guardia tras el retorno de los Borbón. Este conspiró con los partidarios bonapartistas para liberar a Napoleón de la isla Santa Elena, traerlo de vuelta a Francia y terminar de vencer a los ingleses. A pesar del optimismo de los fieles al emperador, este terminó un mes encarcelado por conspiración y al ver fracasar su sueño, se reintegró al ejército francés una vez fue puesto en libertad condicional, aunque esta vez pensaba que era mejor ir rumbo a América. 

### Llegada a América
El capitán se marcharía a los Estados Unidos al estado de Alabama, donde conspiraría con los hermanos Lamalland la independencia del Virreinato de Nueva España y sentar en el trono al hermano del emperador, José Bonaparte, aunque nunca se llegó a nada. El militar decidió integrarse a una colonia cerca del río Tobecbee, pero debido al clima las cosechas se dañaron así que abandonó en 1824. Tras escuchar sobre las campañas de Simón Bolívar, este decide viajar a Colombia para reunirse con el general y prestarle sus servicios. No obstante al desembarcar se dio cuenta de que llegó tarde, pues Bolívar había dado por terminadas las guerras en suelo colombiano en ese momento. No obstante no se dejaría rendir y decidió tomar rumbo a la Federación centroamericana. Ahí mantuvo pláticas con el presidente Manuel José Arce, al parecer al principio este no quiso dar nombramiento de inmediato en el ejército de Centroamérica debido a su origen francés y ser partidario del liberalismo. 
Tiempo después ya siendo capitán en las filas del ejército centroamericano entró en conflicto con el comandante General Manuel Arzú, quien era un fiel partidario de Arce. Esto se debe a que Raoul tenía mucho acercamiento y aprecio a los partidarios liberales quienes sentían una gran simpatía hacia Francia. El bando liberal centroamericano estaba liderado por hombres quienes estaban inspirados por la ilustración, la revolución francesa, y sus bases de libertad, igualdad, y fraternidad. Tras una serie de eventos con Arce, el cual lo envió a Izabal como pretexto para alejarlo y cuidar su poder, así como una serie de cambios políticos a partir de 1826, y una pérdida de confianza hacia los liberales de El Salvador, el militar se unió al Ejército Protector de la Ley liderado por el general Francisco Morazán con quien tuvo una relación muy cercana y amistosa. Esto era en particular curioso ya que el Hondureño simpatizaba con las mismas ideas del capitán y su abuelo Juan Bautista Morazzani también era oriundo de Córcega al igual de Napoleón. En palabras del general Morazán el papel militar de Raoul fue decisivo en la batalla de 1829 en la ciudad de Guatemala. En febrero de 1832 el oficial francés lideró la campaña de Soconusco contra Arce. Volvió victorioso a su casa de Amatitlán y fue oficialmente homenajeado por el gobierno de Mariano Gálvez.

### Retorno a Francia
Tras ocho años de servicio a Centroamérica se sintió un tanto disgustado y ansioso de volver a ver su patria. Este se despidió del general Morazán quien comprendió el deseo del francés de regresar a su tierra natal. Autorizó su salida tras reconocer sus servicios y lealtad al ejército protector de la ley. Tras su partida Raoul llegó a Francia en junio de 1833 donde se incorporó al ejército francés, donde moriría en 1850 en su residencia en París.